# Monochamus scutellatus
|  | Dieser Artikel wurde aufgrund von formalen oder inhaltlichen Mängeln in der Qualitätssicherung Biologie zur Verbesserung eingetragen. Dies geschieht, um die Qualität der Biologie-Artikel auf ein akzeptables Niveau zu bringen. Bitte hilf mit, diesen Artikel zu verbessern! Artikel, die nicht signifikant verbessert werden, können gegebenenfalls gelöscht werden. Lies dazu auch die näheren Informationen in den Mindestanforderungen an Biologie-Artikel. |

Monochamus scutellatus ist ein in Nordamerika heimischer Bockkäfer. Die Unterart Monochamus scutellatus oregonensis wird teilweise als eigene Art Monochamus oregonensis angesehen.

## Verbreitung
Monochamus s. scutellatus, die Nominatform der Art, kommt an der Atlantikküste zwischen Neufundland und North Carolina vor, nach Westen setzt sich das Verbreitungsgebiet in den North Central States fort und reicht von dort über Minnesota bis Alaska. Monochamus s. oregonensis kommt an der Pazifikküste Kanadas und der USA vor.

## Nahrung
Adulte Tiere ernähren sich von Zweigrinde und Nadeln, die sie von lebenden Nadelbäumen abfressen. Larven bohren in frisches Totholz oder morsches Holz kranker Bäume, wodurch sie Pilzbewuchs ungezielt fördern und daher als Schädlinge gefürchtet sind. Aus diesem Grunde wird Bauholz teilweise mit Insektiziden behandelt.
M. s. oregonensis bevorzugt Douglasien, Kiefern und Tannen, die Nominatform verschiedene Kiefern-, Tannen- und Fichtenarten.